# Дворец культуры имени Дагуна Омаева
Дворец культуры имени Дагуна Омаева был открыт в центре Грозного, на берегу Сунжи 25 марта 2020 года, в День работника культуры.

## Описание

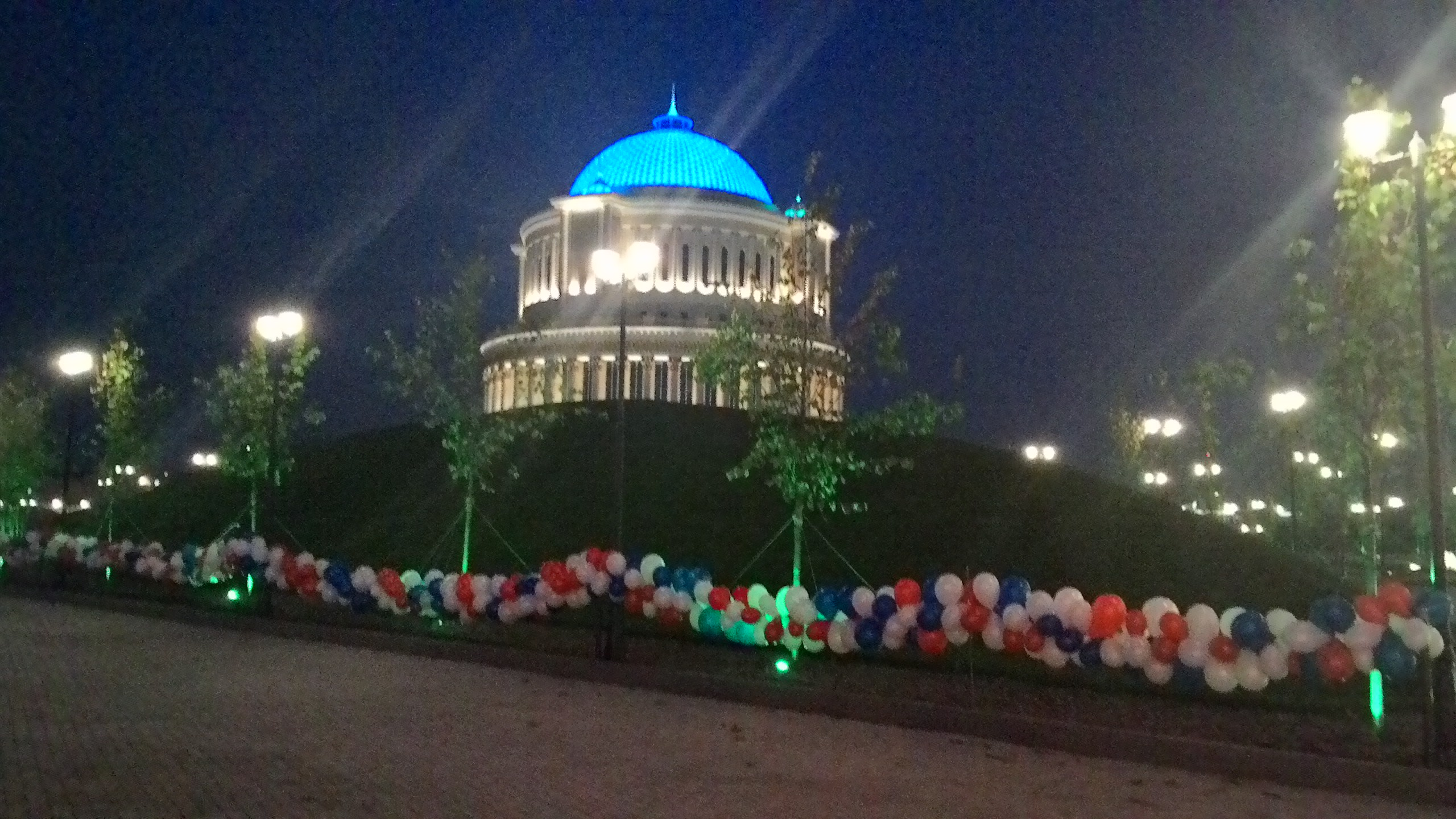
Дворец ночью.

Здание имеет 12 этажей и располагается на площади 39 тысяч м². В нём имеются малый и большой залы для выступлений, репетиционные залы, конференц-зал, гримёрные, студия звукозаписи, театральный салон. В состав комплекса входит крытая автостоянка на 700 машин. Также в здании располагаются Государственная филармония республики и министерство культуры Чечни. Дворец построен за счёт внебюджетных инвестиций. Вместимость здания составляет более одной тысячи человек. Дворец является самым большим зданием такого рода в регионе.
Дворец было решено назвать в честь Дагуна Омаева (1943—2019) — советского и российского артиста театра и кино, актёра Чеченского государственного драматического театра имени Героя Советского Союза Ханпаши Нурадилова, народного артиста Кабардино-Балкарии, Северной Осетии, Абхазии и Чечено-Ингушетии, Заслуженного артиста РСФСР.